# 12101 Trujillo
12101 Trujillo è un asteroide della fascia principale. Scoperto nel 1998, presenta un'orbita caratterizzata da un semiasse maggiore pari a 2,9865263 UA e da un'eccentricità di 0,0940867, inclinata di 10,25492° rispetto all'eclittica.
L'asteroide è dedicato all'astronomo statunitense Chad Trujillo.